# Dones en l'islam

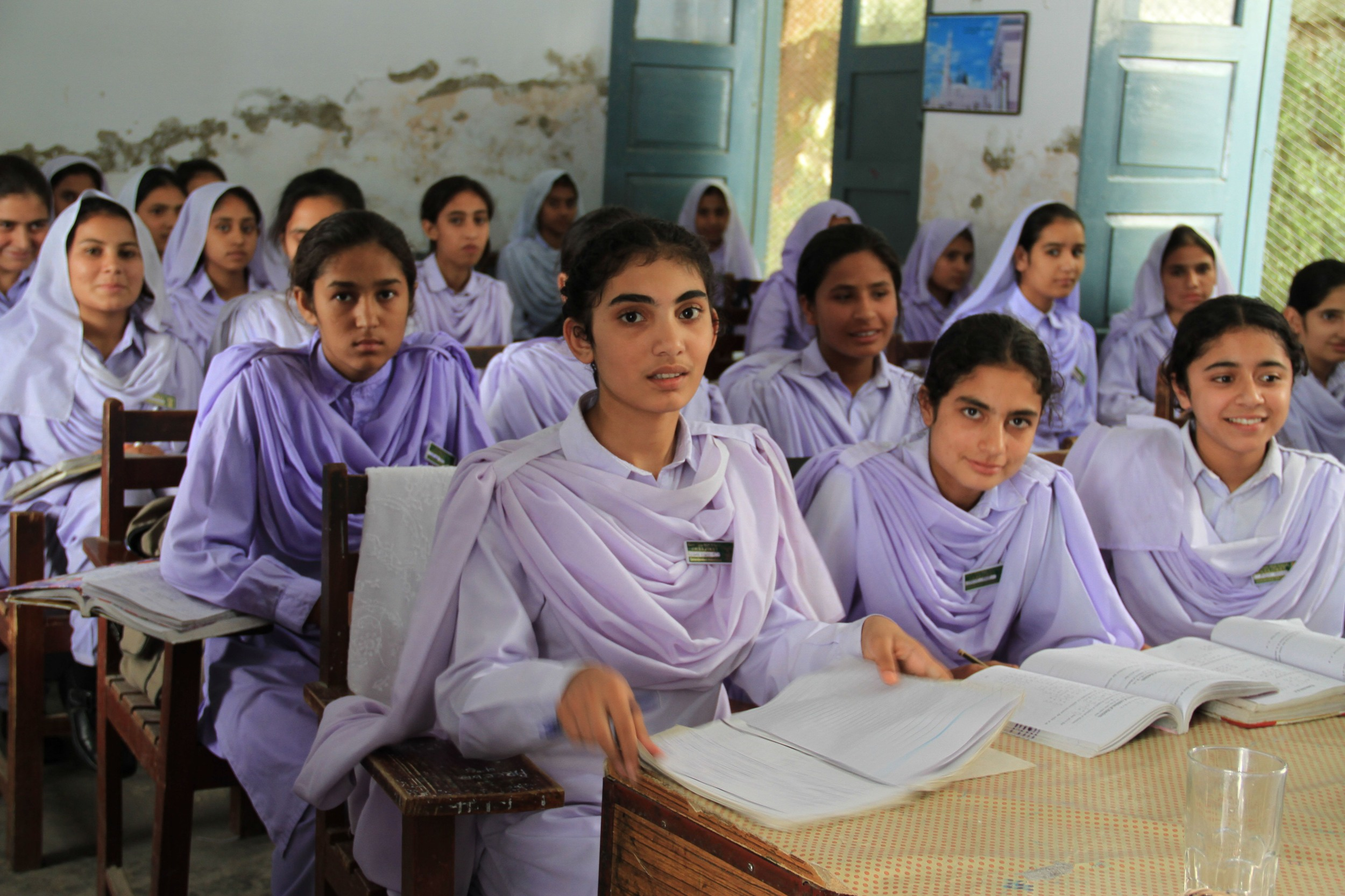
Estudiants en una escola islàmica del Pakistan l'any 2011.

Les complexes relacions de la dona en l'islam són definides pels textos islàmics i per la història i cultura del món islàmic. Si bé l'Alcorà estableix que els homes i les dones són iguals fins i tot hi ha una surah en l'Alcorà que es diu An-Nisà, Les dones, també diu que «els homes són els protectors i proveïdors de les dones, perquè Al·là ha fet que un d'ells superi l'altre, i perquè gasten dels seus béns. Per tant, les bones dones són devotament obedients i modestes en absència del seu espòs que és el que Al·là exigeix». Encara que l'Alcorà s'expressa en aquest termes, la superioritat dels homes s'interpreta en termes de la fortalesa del context -els homes mantenen les dones. Aquest versicle fa referència a les relacions entre el marit i la seva esposa, i no en el context general de la societat.
La jurisprudència islàmica (Xaria) parla de contemplació, les diferències es donen entre els rols de les dones i els homes, drets i obligacions. No obstant això, ni l'Alcorà ni el Hadit mencionen que les dones hagin de ser mestresses de casa. En la major part dels països musulmans les dones posseeixen un conjunt divers de drets pel que fa al casament, el divorci, els drets civils, l'estatus legal, codis de vestimenta i educació, basats en diferents interpretacions de l'Alcorà. Els erudits i altres analistes discrepen respecte a si és correcta la interpretació d'aquests imperatius religiosos i si són o no justos.

## Rol de gènere

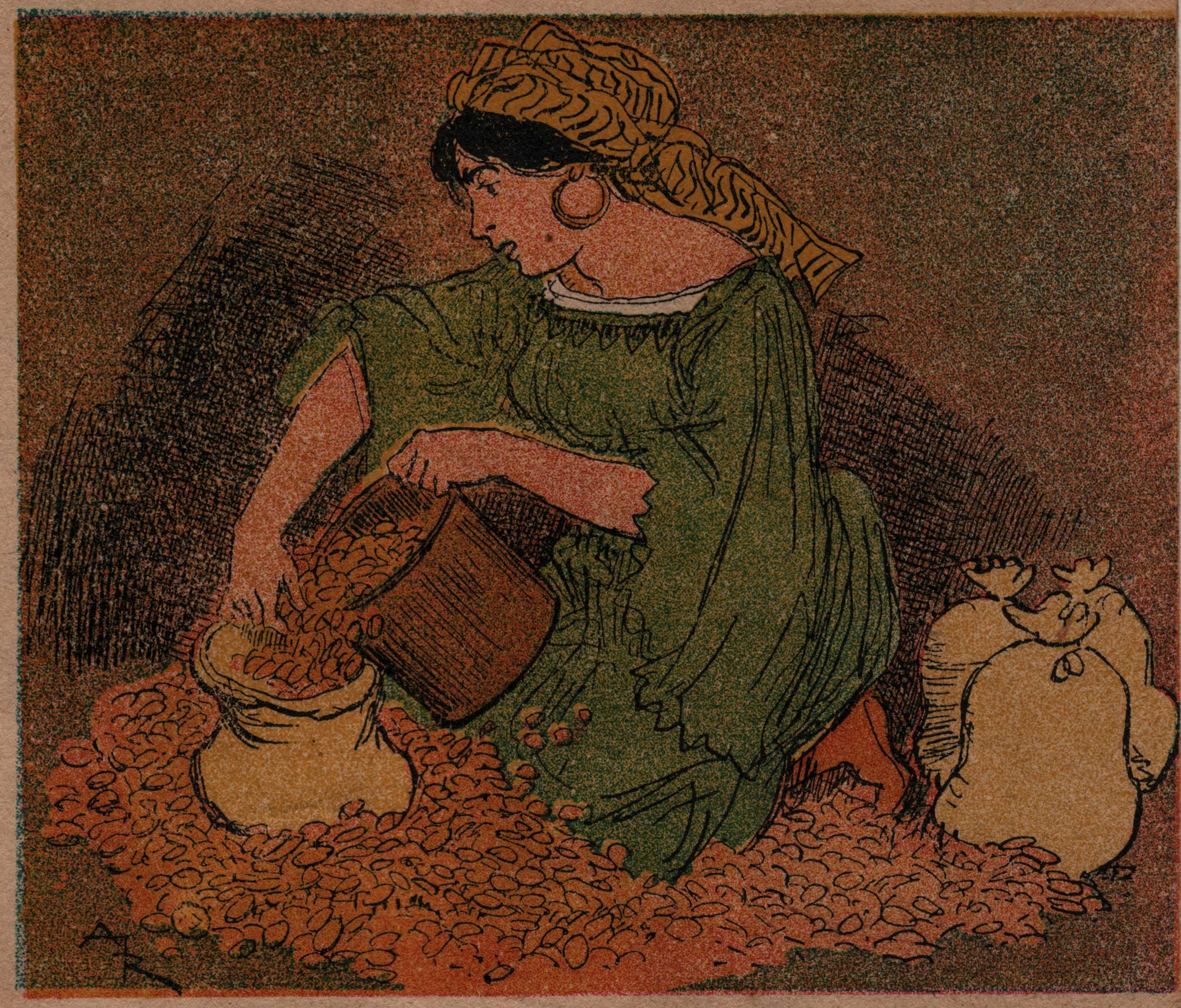
Dona recollint llavors per cultivar

L'Alcorà presenta dos visions pel que fa al rol de la dona. Ambdues emfatitzen la igualtat de les dones i els homes davant Déu pel que fa als seus deures religiosos (incloent creure en Déu i en el seu profeta, pregar, fer dejuni, fer actes de caritat, realitzar el pelegrinatge a la Meca i a Medina) i col·loca a les dones «sota» la cura dels homes (és a dir, els homes són responsables des d'un punt de vista financer de les seves esposes). En cert versicle s'indicaː «Els homes estan per damunt de les dones precisament per preeminència que Déu posà dels uns sobre les altres i perquè ells tenen més despeses a fer dels seus diners»[Alcorà 4:34 (traduït per Míkel de Epalza)]. L'Alcorà explica que els homes i les dones són iguals en la creació i en la vida eterna posterior, però no idèntics. La sura An-Nisà, Les dones, al primer versicle, indica que els homes i les dones han estat creats d'una sola ànima. Una persona no s'avantposa a l'altra, una persona no és superior a l'altra i una persona no és derivada de l'altra. Una dona no ha estat creada per servir als propòsits d'un home. Sinó que ambdós han estat creats per benefici mutu de cadascun.

## Matrimoni i sexualitat

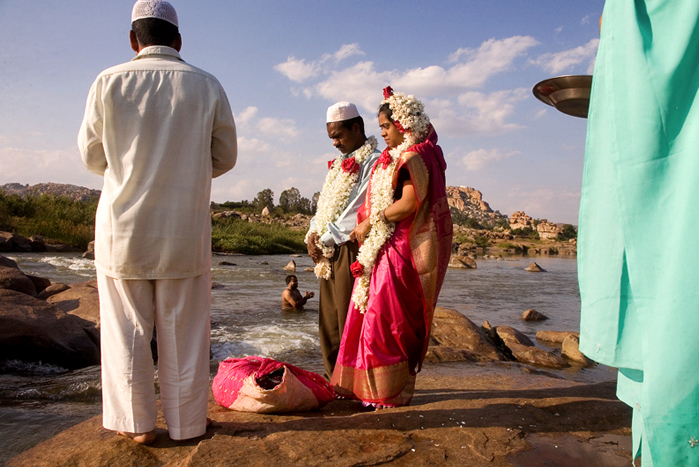
Casament musulmà a la vora d'un riu a l'Índia.

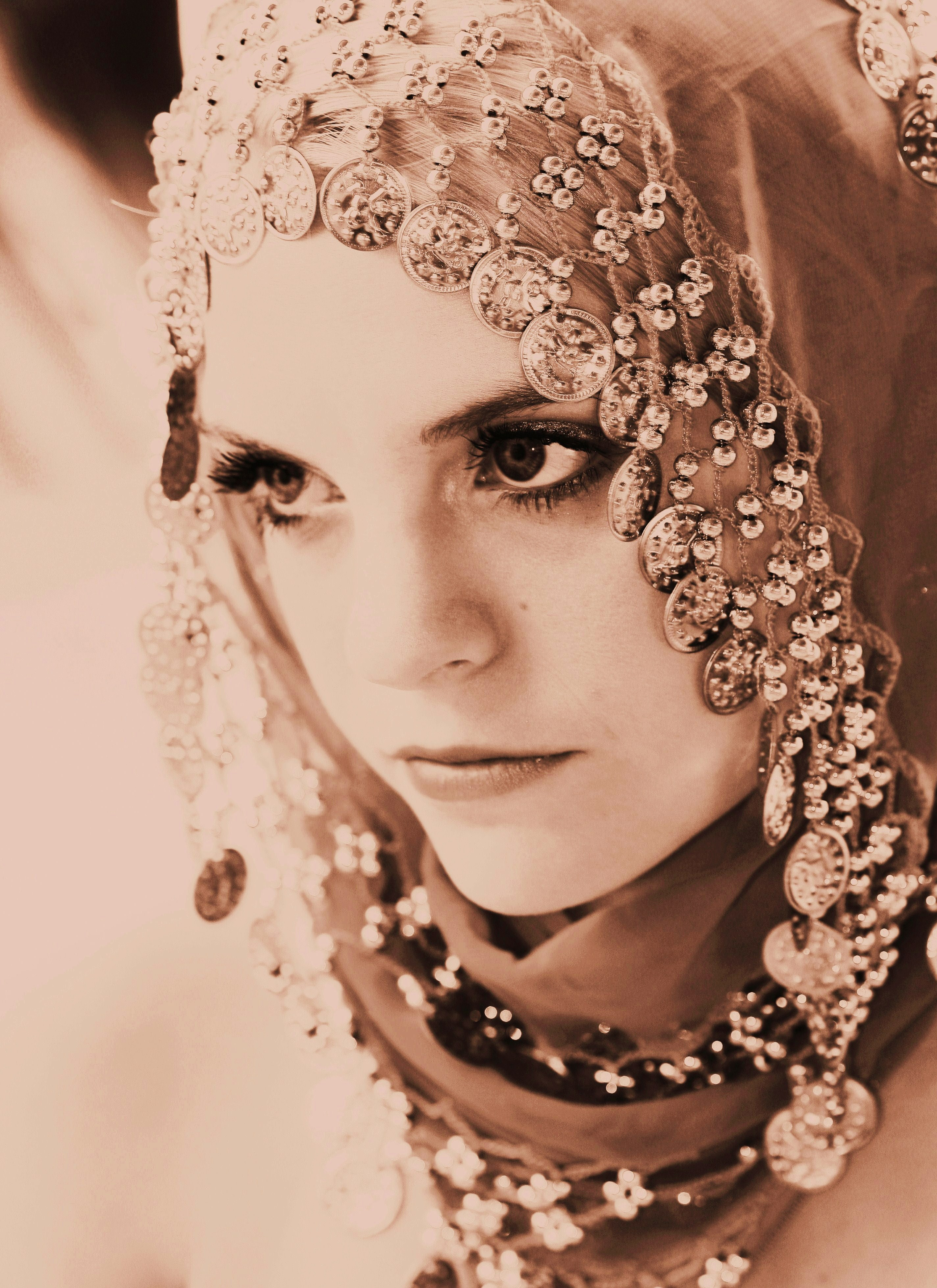
Jove amb el cap cobert.

A diferència del món occidental en el qual el divorci era relativament inusual fins als temps moderns, i contrastant amb les baixes taxes de divorci a l'orient modern, el divorci era relativament comú entre certs estats de finals del món musulmà medieval. Al Sultanat Mamel·luc i a l'Imperi Otomà, la taxa de divorci era més elevada que l'actual a l'Orient Mitjà. L'Alcorà explícitament tracta sobre el zawaj al-hall, o matrimoni amb problemes, en el qual un home desitja contraure matrimoni amb una antiga esposa per segona vegada; al respecte estableix que perquè un segon matrimoni sigui legal per l'antic espòs, la ex esposa ha d'haver estat casada durant un període intermedi amb un segon home des de la renúncia al matrimoni previ. La intenció d'aquest paràgraf de l'Alcorà era posar fi als abusos del dret a renunciar al matrimoni que es remuntava a costums antigues.
A l'Egipte medieval, Al-Sakhawi va deixar registres de les històries maritals de més de 500 dones, en la que és la major mostra de dones casades de l'Edat Mitja, entre les seves conclusions cita que un terc de totes les dones en el Sultanat Mameluc d'Egipte i Síria es casàven més d'una vegada, moltes es casàven tres o més vegades. Segons Al-Sakhawi, gairebé tres de cada deu matrimonis durant el segle xv a el Caire finalitzava en divorci. A inicis del segle xx, en algunes vil·les de l'oest de Java i de la península de Malaca la taxa de divorci era gairebé del 70%.

### ¿Qui es pot casar?

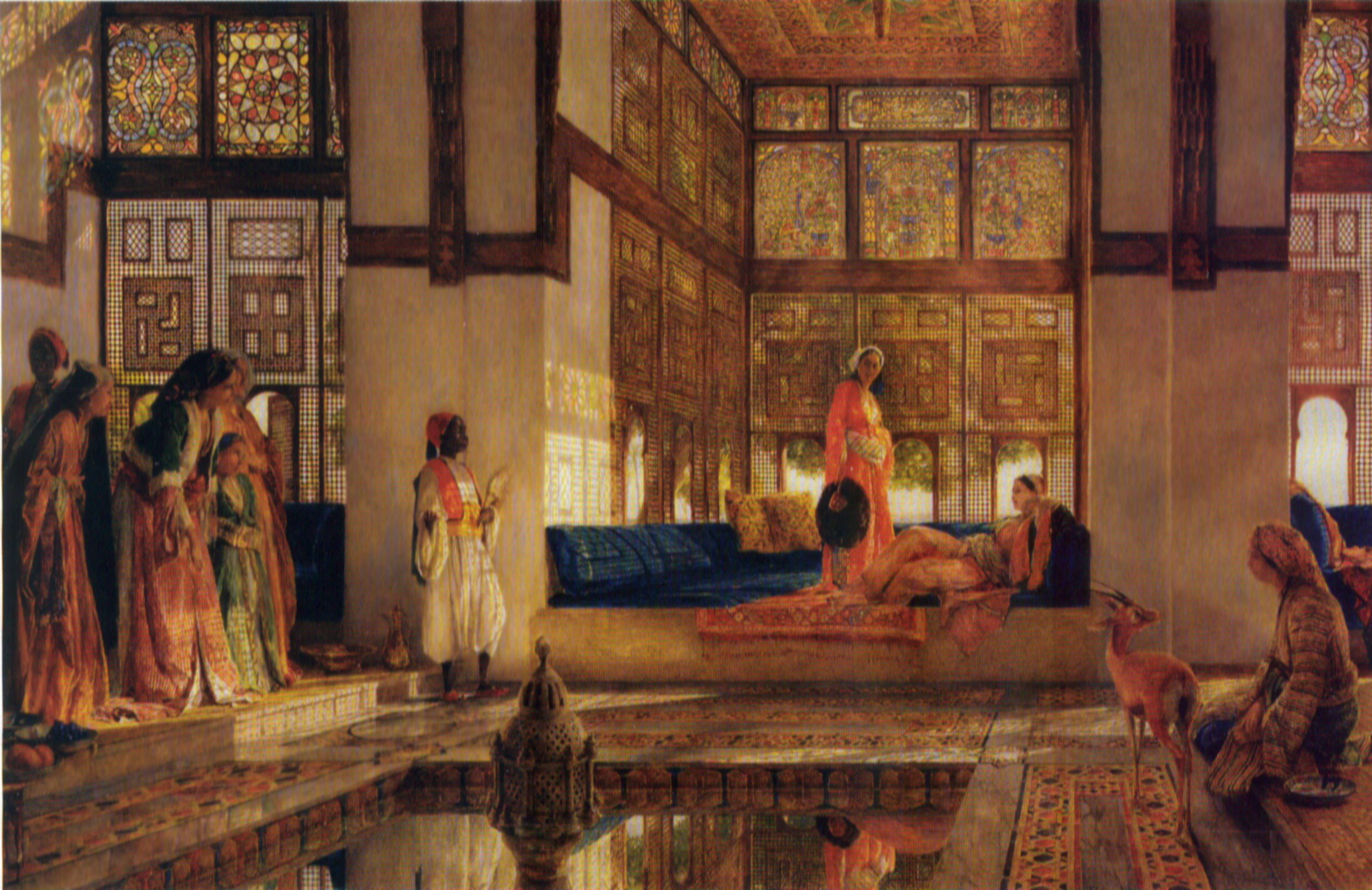
Il·lustració dun recinte exclusiu per dones en un Serrall.

Els costums pel que fa al matrimoni varien entre els diferents països musulmans. Els costums culturals de vegades són implementats en el context de l'Islam. No obstant, la jurisprudència islàmica permet una poligàmia limitada sota determinades circumstàncies.
Segons el dret islàmic, el matrimoni no pot ser forçat. No obstant s'ha de destacar que el contracte matrimonial es porta a terme entre el guardià de la núvia i el nuvi, no entre aquest últim i la núvia. Només un musulmà lliure pot ser el guardià de la núvia. El guardià generalment és un familiar de la núvia, preferiblement el seu pare. Gran part dels erudits de l'Islam sostenen que si la núvia és verge, el guardià, que és el seu pare o avi patern, poden obligar-la a contraure matrimoni en contra del seu desig.
Tradicionalment, els juristes islàmics han sostingut que les dones només es poden casar amb homes musulmans, l'evidència en aquest sentit és el versicle 60ː10 que tracta sobre dones musulmanes que no són devotes a causa d'homes no creients (no musulmans), i el versicle 2ː221, que tracta sobre dones musulmanes que no són devotes a causa d'homes politeïstes. Una altra evidència és una dona de l'època del Profeta, Ramla bint Abi Sufyan, el marit de la qual es va convertir al cristianisme, el que va fer que el matrimoni quedés anul·lat. Per altra banda, l'Alcorà permet als homes musulmans contraure matrimoni amb dones de la Gent del Llibre, un terme que inclou a les jueves i cristianes, però han de ser castes. Tot i això, la llei fiqh ha determinat que és makruh (rebutjable però no prohibit) que un home musulmà es casi amb una dona que no és musulmana en un país que no és musulmà. L'estudiós Bilal Philips ha expressat que el versicle que permet que els homes musulmans es casin amb dones que no són musulmanes no és vàlid en el món actual a causa de diverses raons entre las que es troba la seva interpretació errònia. Una explicació de les restriccions sobre el matrimoni és que les mateixes s'ajusten al principi que els musulmans no s'han de posar en una posició inferior a l'ostentada pels seguidors d'altres religions.
El califa Úmar, a qui els musulmans consideren com un dels «homes savis», obertament va prohibir el matrimoni amb dones d'altres religions dientː «¿Si tots fossin empressin aquesta dispensa qui es casaria amb les joves musulmanes?»
El xeic Ahmad Kutty, un erudit de Toronto, ha expressat el seu rebuig al matrimoni entre persones de diferents religions, citant el califa Úmar.
El matrimoni als països predominantment musulmans encara conserva certes pràctiques pròpies dels temps preislàmics. L'endogàmia, la cerca de parella en el nucli de la comunitat veïna i la poligàmia són comuns en alguns països islàmics. No obstant, existeixen països musulmans als quals la poligàmia és il·legal o es troba restringida pels nous codis familiars, per exemple el Moudawwana al Marroc. La poligàmia és permesa sota determinades condicions, però no és popular. Tot i això, l'Alcorà posa èmfasi en no promoure-la, expressant que, «se'ls ha de fer justícia a totes, però no seràs capaç de fer-ho, per tant no et dediquis per complet a una mentres ignores a la resta d'esposes». Això també s'ha d'entendre des del punt de vista del context històric, ja que era en realitat una restricció quant a la quantitat d'esposes que els homes de les tribus àrabs poden tenir. De vegades els homes d'època preislàmica podien arribar a tenir fins a vuit esposes. A les dones no se'ls permet practicar la poliàndria, mentre que als homes si que se'ls permet tenir diverses esposes.
Un matrimoni de plaer, en el qual un home paga una quantitat de diners a la dona o a la seva família a canvi d'una relació marital transitòria, és una pràctica antiga que ha tornat a reviure a l'Iran en temps recents. Els que la practiquen citen la xaria, que indica que és una pràctica permesa. Els grups de drets de la dona han condemnat aquesta pràctica per considerar-la una forma de prostitució legalitzada.

### Comportament en el matrimoni
L'Alcorà considera que l'amor entre els homes i les dones és un signe de Déu. Els esposos han de ser bons amb les seves esposes i les esposes han de ser bones amb els seus esposos. Dit això, s'ha de destacar que l'Alcorà permet que els homes colpegin sense força a les seves esposes si «sospiten de la seva lleialtat», tot i que menciona que, almenys en algunes traduccions, se les ha de castigar de manera «lleugera». S'ha debatut què significa un càstig «lleuger», existint diverses postures pel que fa a l'estricte de les restriccions que imposa el terme «lleuger». També està estipulat que els homes tenen el dret d'utilitzar el cos de les seves dones com una possessió, emprant-lo com i quan l'home ho desitgi i on el consentiment de la dona no està subjecte a discussió. L'Alcorà també encoratja la discussió i l'acord mutu en les decisions familiars encara que la decisió de l'home és la definitiva.

### Sexualitat
Es creu que l'Islam associa el plaer sexual amb el matrimoni; per exemple aquesta és la tesi d'Asra Nomani a la seva polèmica obra Islamic Bill of Rights for Women in the Bedroom (Drets islàmics per les dones al dormitori). A continuació es presenten alguns exemples d'aquesta posturaː
| «                                           | Sobre les dones que esposeu, quan es tracta d'esclaves que heu adquirit, estan escrits, de part de Déu, que us obliga, aquests preceptes: Teniu permís d'un nombre indefinit d'altres esposes, de concubines, que desitgeu i obtingueu amb els vostres diners, amb la intenció d'esposar-vos-hi, honestament, no simplement de fornicar, de jeure amb ells per una estona. Doneu-los, doncs, la seva recompensa, els pagaments, les quantitats que necessitin i que pacteu, un cop pagades les altres obligacions. Déu sap molt bé tot el que feu i heu de fer, pràcticament, per a ser justos! | » |
| — Alcorà 4:24 (traduït per Míkel de Epalza) | |   |

| «                                             | Els bons creients, els musulmans, seran feliços! Han reeixit! Són els qui fan les oracions, les salauat, amb humilitat. Són els qui volen evitar d'anar parlant de coses frívoles. Són els qui fan almoines santes, que purifiquen els diners. Són els qui es guarden, amb molta cura, d'utilitzar el sexe per a fer l'amor, si no és amb les seves esposes i les esclaves que posseeixen, i en aquests casos no és reprovable | » |
| — Alcorà 23:1–6 (traduït per Míkel de Epalza) | |   |

| «                                            | Oh, tu, Profetaǃ Nós hem fet lícit, sols per a tu, que tu t'acostis a tantes dones com siguin, sense cap límit, les teves esposes, a les que hagis, tu, esposat, amb el dot corresponent, a les esclaves que Déu, Al·là, t'ha atorgat, com a botí de la victòria | » |
| — Alcorà 33:50 (traduït per Míkel de Epalza) | |   |

| «                                               | Això no passa a aquells qui preguen, a aquells qui fan la salà, pregant Déu, contínuament; a aquells qui en dediquen, dels seus diners, una part fixa, per al captaire que res no té; a aquells qui creuen que és molt cert que vindrà el dia del judici final, el dia triomfal de la religió divina; a aquells qui tenen gran paüra, que tenen por, del càstig just de seu Senyor —del càstig just deu seu Senyor, ningú se'n lliura—; a aquells qui controlen el plaer del sexe i el reserven per a les seves esposes i per a les seves esclaves domèstiques —i això és legítim, no reprovable— | » |
| — Alcorà 70:22–30 (traduït per Míkel de Epalza) | |   |

Es valora, en gran manera, la castedat femenina (que no s'ha de confondre amb el celibat). Per protegir a les dones d'acusacions de comportament no cast, l'escriptura estableix severs càstigs per aquells que realitzen acusacions falses sobre la castedat d'una dona. No obstant, en algunes societats, poques vegades es qüestiona una acusació i la dona acusada poques vegades té l'oportunitat de defensar-se d'una forma apropiada i justa.

#### Mutilació Genital Femenina
De forma equivocada la Mutilació Genital Femenina (MGF) s'ha associat de vegades al Islam. En efecte, és principalment practicada a certes zones d'Àfrica, Orient Pròxim i Àsia, on ha adquirit una dimensió religiosa a causa de la justificació de que aquesta pràctica ajuda a mantenir la castedat femenina. Un estudi portat a terme per UNICEF en 14 països africans no va trobar una correlació entre religió i la pràctica de la MGF. A Mauritània, on els «promotors de la salut estimen que més del 70̤̥ per cent de les nenes mauritanes pateixen l'ablació parcial o total dels seus genitals externs sense mediar raó de caràcter mèdic», el gener del 2010, 34 erudits del Islam han signat una fatwa prohibint aquesta pràctica. L'objectiu és evitar que les persones citin a la religió com una justificació per la MGF. Els autors citen el treball de Ibn al-Hajj, un expert legal islàmic, que afirma que «aquestes pràctiques eren desconegudes als països del Magreb». La MGF «no és un hàbit instintiu, segons els Malkis; per tant, va ser abandonada a les regions del nord i occidental del país», van agregar els autors.

#### Zina
Al Islam, les relacions sexuals entre una dona i tot home amb el que no estigui casada és zina, un crim religiós. El concepte inclou el sexe extra-matrimonial, el sexe prematrimonial i la violació. El comportament es troba catalogat com un Hudud, és a dir un crim contra Déu; no obstant, en el cas de la violació, l'home adult que ha realitzat l'acció (el violador) és el que porta a terme el hadd zina, però la dona que no ha consentit o que ha consentit de forma invàlida (és a dir, la víctima) serà considerada innocent de haber comès zina i alliberada del càstig pel hadd.
Segons la sura 24 del Alcorà, titulada An-Nur, La llum, l'adulteri pot ser castigat amb 100 fuetades (Alcorà 24ː2), tot i que això no és d'obligat compliment i la decisió final sempre depèn del jutge assignat per l'Estat o la comunitat. Tot i això aquest càstig pot ser condonat si les parts es penedeixen i es comprometen en corregir la seva conducta (Alcorà 24ː5). Al Alcorà no existeixen referències a la lapidació. A la pràctica, els càstigs per fornicació i adulteri, tot i que ambdós són considerats com a pecats greus, han estat considerats quelcom que la llei islàmica ha considerat fora del abast del que la societat pot castigar.
La xaria distingeix entre adulteri i violació i aplica regles diferents. Segons l'Alcorà, per provar que ha tingut lloc un adulteri calen quatre testimonis visuals del acte, el qual ha d'haver estat comès per una dona i un home que no es troben casats de forma vàlida entre ells, i l'acte ha d'haver estat realitzat per adults amb consentiment. La confessió també és una prova vàlida. Però l'esmentada confessió ha de ser voluntària, i basada en assessorament legal; aquesta ha de ser repetida en quatre ocasions separades, i ser realitzada per una persona mentalment sana. Pel contrari, a l'acusador se'l sentenciarà per difamació (que comporta la pena de fuetades o de presó), i el seu testimoni serà exclòs de tots els casos futurs que es portin a judici.
No es consideren adulteri les relacions sexuals que un home musulmà pugui tenir amb dones esclaves o no musulmanes. El principi de crim religiós només s'aplica al sexe il·legal entre homes musulmans i dones musulmanes lliures.
Segons els juristes sunnites hanafites i malikites el crim de violació, és un acte de zina. Si el consentiment ha estat atorgat sota coacció o per mitjà d'una capacitat legal imperfecta, tal com és el cas d'una persona amb deficiència mental, es considera no-consentit o amb consentiment invàlid. Mentre que una sunna suggereix que una dona no ha de ser castigada per haver estat coaccionada per tenir sexe, es responsabilitat de la víctima demostrar la coacció amb testimonis oculars. Però l'anomenada confessió, pot ser retirada i es torna a instaurar la necessitat de comptar amb quatre testimonis oculars masculins musulmans. La falta d'evidència és tractada com un crim i es pot castigar amb fuetades. En l'actualitat, es comú que a una dona musulmana que fa una acusació de violació no només se li negui la justícia, sinó que sigui processada per fornicació o adulteri.

#### Control de la natalitat
L'Islam, igual que la cultura àrab preislàmica, és pro vida, i promou el naixement de tants fills com una parella musulmana sigui capaç de concebre. No obstant, sota determinades circumstàncies, la doctrina islàmica permet limitar (tahdid an-nasl) o almenys controlar la reproducció, sense ser penalitzats per l'esmentat acte. Es recomana limitar el nombre de fills quan una família té manca dels recursos necessaris per poder mantenir-los. L'opinió generalitzada entre els musulmans de vegades pot ser condescendent amb aquelles dones que, estan malaltes, cerquen posar fi a un embaràs no desitjat, en especial si la seva salut es troba amenaçada o si ella ja ha parit en nombroses ocasions. A aquestes raons Al-Ghazzali (1058 - 1111), els va agregar la clàusula «si la dona pateix per la seva bellesa» («ida khafat al-mar'a 'ala jamaliha»). No obstant, aquestes actituds permissives són contràries als ensenyaments dels teòlegs islàmics moderns. L'avortament (isqat al-ham o ijhadh) no es troba penat, sempre que l'embrió tingui menys de 120 dies des de l'inici de la seva gestació, que és el temps en el qual segons els ensenyaments musulmans, l'embaràs ha progressat massa perquè es pugui permetre un avortament.

### Endogàmia

Els matrimonis endògams consanguínis son freqüents al Islam. Més de 250 milions de dones musulmanes es troben casades en matrimonis consanguinis endògams, generalment amb consins-primers o en matrimonis oncle-neboda. Més del 65̬% de tots els casaments a l'Aràbia Saudita i al Pakistan són matrimonis concertats endògams i consanguínis; i aquest tipus de matrimonis es presenta a més del 40% de tots els casaments a Mauritània, Llívia, Sudan, Iraq, Jordània, Síria, Iemen, Kuwait, Emirats Àrabs i Oman.

L'endogàmia és freqüent als països islàmics. L'endogàmia consisteix, generalment, en matrimonis consanguinis, en els quals la núvia i el nuvi comparteixen un avi/a biològic o un altre avantpassat recent. Els matrimonis més freqüents són casaments entre cosins germans, seguits per matrimonis entre oncle i neboda o entre cosins segons. Els matrimonis endògams consanguínis són més freqüents en les dones que pertanyen a les comunitats musulmanes de l'Orient Pròxim, Nord d'Àfrica i l'Àsia central islàmica. Aproximadament 1/3 dels matrimonis de l'Aràbia Saudita, l'Iran i Pakistan són matrimonis entre cosins; mentre que el total de matrimonis consanguinis endògams és superior al 65-80% en diverses poblacions islàmiques de l'Orient Pròxim, Nord d'Àfrica i l'Àsia central.

## Desplaçaments i viatges

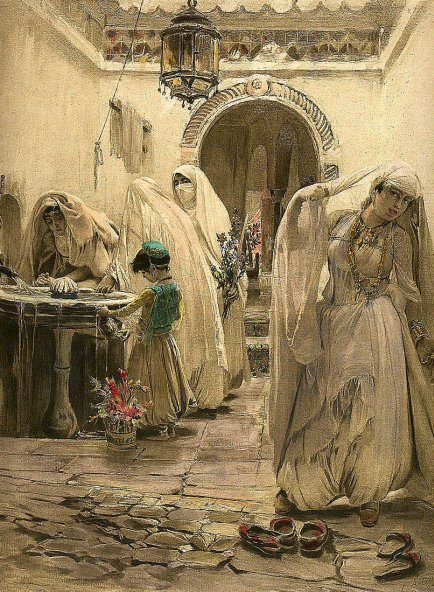
Una font d'aigua exclusiva per dones.

Encara que l'Alcorà no fa menció sobre les limitacions o prohibicions pel que respecta al fet que una dona pugui viatjar sola, hi ha un debat en algunes sectes islàmiques, especialment salafites, sobre si a les dones els està permès viatjar sense un mahram (tutor masculí). Alguns teòlegs afirmen que una dona no pot viatjar sola en tot aquell viatge que l'allunyi més de tres dies de la seva llar. Segons l'European Council for Fatwa and Research, aquesta prohibició va ser el resultat de la preocupació per la seguretat de les dones quan els viatges eren més perillosos. Altres teòlegs relaxen aquesta prohibició per viatges que és possible que siguin segurs, com viatges acompanyades per un grup d'homes o de dones i homes dignes de confiança, o viatges en un tren o avió modern quan la dona serà rebuda a la seva arribada.
El Sheikh Ayed Al-Qarni, un teòleg islàmic saudita, ha afirmat que ni l'Alcorà ni la sunna prohibeixen a les dones conduir i que és millor que una dona condueixi per si mateixa que ser conduïda per un estrany sense l'acompanyament d'un mahram. Des de 1990 les dones tenen prohibit conduir a l'Aràbia Saudita, la prohibició es troba a una fatwa; En l'actualitat Aràbia Saudita és l'únic país musulmà on les dones tenen prohibit conduir. Quan els talibans gobernàven l'Afganistan, van promulgar, al 2001, un decret prohibint que les dones conduïssin. John Esposito, professor de Temes Internacionals i Estudis Islàmics a la Universitat de Georgetown, ha sostingut que les esmentades restriccions són producte de costums culturals i no pas del Islam.

## Codis de vestimenta

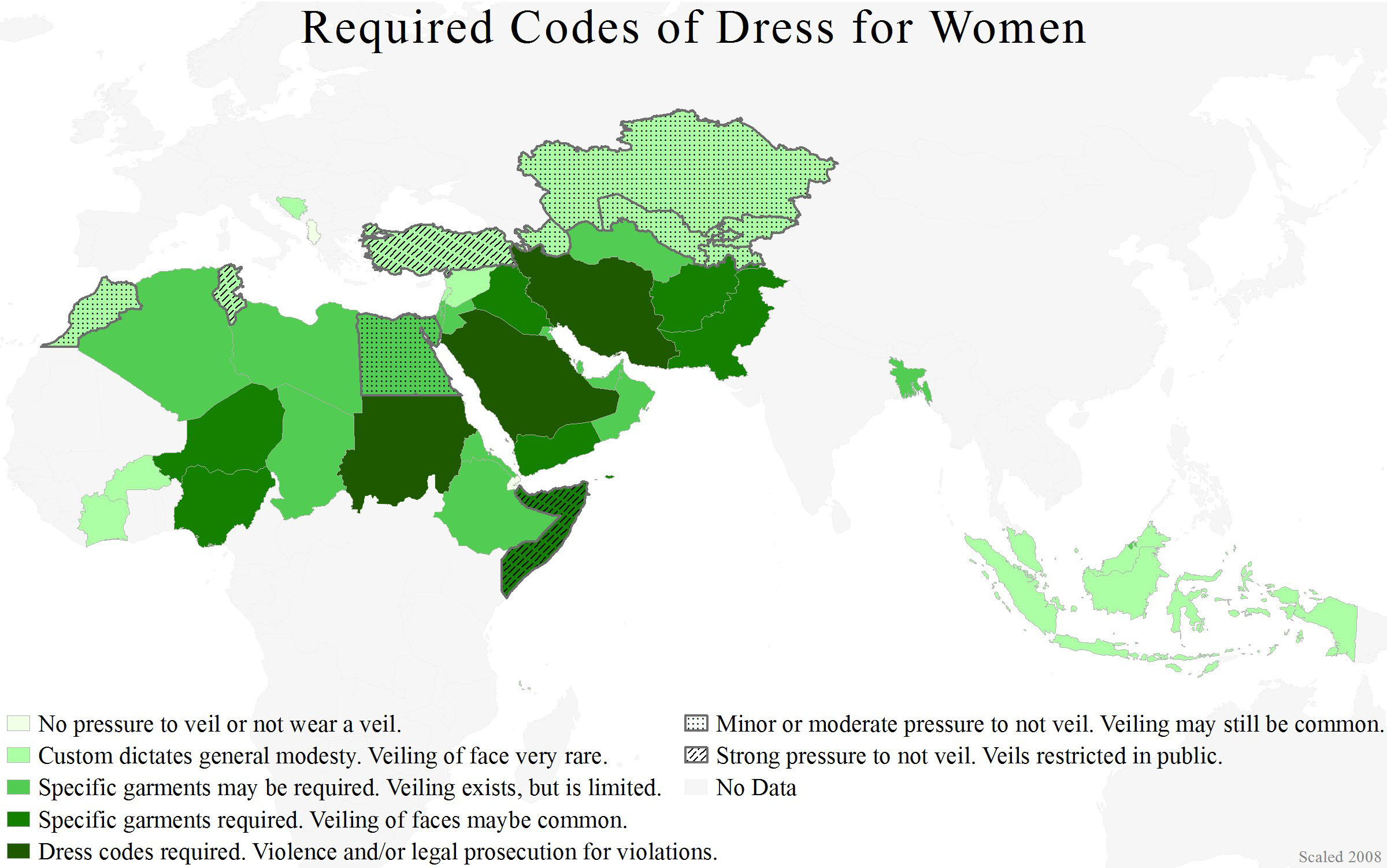
Mapa ensenyant els codis de vestimenta que prevaleixen als diferents països islàmics, 2008.

S'anomena hijab al requeriment de l'Alcorà pel que fa a que els musulmans, tant homes com dones, es vesteixin i tinguin una conducta modesta. El versicle de l'Alcorà més important relacionat amb l'hijab és la sura 24:31, que diu:
| «                                            | Digues també a les creients que abaixin la vista, amb molta decència, i que controlin els apetits sexuals; que elles no mostrin els seus adorns, el seu adreç, llevat dels que són més externs; que elles amaguin l'escot amb una peça del seu vestit; que només mostrin els seus adorns als seus martis, als seus sogres, als fills i fillastres, als seus germans, als nebots, fills dels seus germans i de les seves germanes, a les dones de tots aquests, a les seves esclaves, als servidors que són eunucs, i als infants que no coneixen les parts sexuals femenines; que no moguin les cames de tal manera que així es vegin els seus adorns ocults. | » |
| — Alcorà 24:31 (traduït per Míkel de Epalza) | |   |

Existeixen variants regionals i entre les diferents branques de l'islam sobre les cobertures associades amb l'hijab. Depenent dels usos locals quant a la modèstia femenina, aquestes poden o no cobrir la seva cara o ulls, o tot el cos. Aquestes variançes inclouenː
- Hijab – un mocador o vel que cobreix només el cabell.
- Txador ː una vestimena ampla que cobreix el cap i el cos, però deixa la cara descoberta. Aquest el solen emprar les dones del Iran.
- Shaila ː un vel llarg rectangular, lligat amb un fermall o enganxat a l'espatlla, amb el qual es cobreixen el cap pero deixen la cara descoberta. L'empren moltes dones dels països del Golf Pèrsic.
- Khimar ː un llarg vel rectangular que cobreix el cap, el coll i les espatlles, però deixa la cara descoberta.
- Burqa ː cobreix tot el cap i el cos, incloent els ulls. Per poder veure, a l'alçada dels ulls posseeix una malla de tela cosida.
- Al-Amira ː un vel de dues parts que inclou un barret ajustat i una bufanda en forma de tub que cobreix el cap i el coll, però deixa la cara al descobert.
- Niqabː un vel que deixa els ulls al descobert (tot i que de vegades també pot ser emprat amb un vel que cobreixi els ulls), i és utilitzat conjuntament amb un mocador que cobreix el cabell.[74]

Nombroses persones consideren el hijab, i en particular el vel, com un signe d'opressió de les dones musulmanes. L'ús de vestimentes hijab s'ha convertit en un tema de controvèrsia en països en els quals la població musulmana és una minoria, i en els quals l'opinió majoritària laica sobre el hijab és que viola la llibertat de les dones, especialment a Europa que experimenta una immigració important de musulmans. Dos exemples d'això són el debat que va tenir lloc en el 2006 sobre els vels en el Regne Unit, i la 2004 Llei francesa sobre el laïcisme i símbols religiosos conspicus a les escoles. A França, s'aplica la llei que prohibeix utilitzar un vel que oculta la cara en públic. El càstig inclou una multa de 150 euros i un curs sobre ciutadania. Dues dones van ser detingudes a l'abril del 2011 quan es va promulgar la llei.
| « | se hizo notar que miles de canadienses no poseen un Documento de Identificación que tenga una fotografía. Exigirles a ellos que muestren su rostro carece de sentido sin una identificación con foto contra la cual verificar sus identidades. El Elections Act les otorga a los votantes tres formas para demostrar su identificación para poder emitir un voto: presentar un documento de identidad gubernamental con foto; presentar dos formas de identificación aprobadas, de las cuales por lo menos una debe indicar la dirección (pero ninguna de las cuales se exige posea una foto); o que otro votante registrado en el mismo distrito los avale. | » |

## Aspectes legals i criminals

### Llei Xaria
Les doctrines contingudes a l'Alcorà i als hadits es troben codificades en el fiqh mitjançant un cos de dret islàmic de la xaria que intenta establir regles de conducta col·lectiva, arribant a determinar temes lligats a la conducta i actituds dels individus que formen la societat. En alguns països musulmans, la xaria ha esdevingut l'única referència que empren els jutges com a base de les seves sentències. Així doncs, a l'Aràbia Saudita encara es porten a terme pràctiques com amputar la mà de lladre o la llengua del mentider, tal com indica la jurisprudència de la xaria. De forma anàloga, la pena de mort està indicada per ofenses tals com l'assassinat, la violació, l'apostasia, el tràfic d'estupefaents i l'homosexualitat. En alguns països teocràtics és impossible pels experts en lleis qüestionar els articles de la xaria. Als països islàmics ortodoxes, com l'Aràbia Saudita, Sudan, Iran, l'Afganistan sota el règim Talibà i el Pakistan, les debilitats morals dels individus són castigades de forma tan severa com si es profanés una tomba o una mesquita.

L'estatus del testimoni d'una dona al Islam és tema de debat. Alguns juristes islàmics han sostingut que existeixen certs tipus de testimonis de dones que no poden ser acceptats. En altres casos, els testimonis de dues dones poden ser equivalents al testimoni d'un home (encara que l'Alcorà indica que dues dones i dos homes són necessaris, però si hi ha un home ell podrà portar el testimoni d'un altre home). Entre les raons que es citàven en l'època en què es va escriure l'esmentat paràgraf sónː el temperament de les dones, la manca d'interès de les dones en temes legals, i també la necessitat d'alleujar a les dones de la «càrrega de testificar». En altres àrees, es pot acceptar que el testimoni d'una dona tingui la mateixa rellevància que el d'un home. No obstant, l'esmentat vers fa referència únicament a temes relacionats amb les finances.
Alguns costums tribals com la diyya (també conegut com a «diners de sang»), i el qisas segueixen sent una part integral de la jurisprudència islàmica. Per la forma en la que es troba implementada, existeixen discriminacions amb les dones. La diyya ha existit a l'Aràbia Saudita des de l'època pre-islàmica. Si bé Mahoma va confirmar la pràctica de la diyya, l'Islam no indica cap quantitat monetària específica per fer la diyya ni fa una discriminació entre homes i dones. L'Alcorà deixa obert a debat, la seva quantitat, la seva natura i altres aspectes relacionats, que son definits pels costums socials i la tradició. No obstant, a la pràctica, l'assassinat d'una dona en general va acompanyat d'una diyya de menor quantitat que la que correspondria en el cas de l'assassinat d'un home. Els comentaris sobre l'estatus de la dona a l'Islam moltes vegades s'han centrat en les disparitats pel que fa a la diyya, les compensacions monetàries pagades pels homicides als familiars de la víctima després d'homicidis intencionals o no-intencionals, entre homes i dones.

### Assumptes de la llar
Històricament, molts estudis han sostingut que les dones a les societats musulmanes han tingut més drets de propietat que els que posseïen les dones en nombroses parts del món. No obstant, al modernitzar-se el món, els drets de les dones en molts països sota l'òrbita del Islam han quedat més restringits que si se'ls compara amb els drets que posseeixen les dones d'altres parts del món modern. Tal com afirma Valentine Moghadam, «molta de la modernització econòmica de les dones s'ha basat en l'ingrés derivat del petroli, quelcom més provinent d'inversions estrangeres i ingressos de capitals. El desenvolupament econòmic modifica l'estatus de les dones en diferents formes depenent dels països i de les classes socials.»
Els drets de les dones al Alcorà es construeixen al voltant del contracte matrimonial. Segons la tradició islàmica, una dona no ha de donar-li al seu marit les seves possessions prematrimonials i rep una dot la qual pot conservar en cas de divorci. No només això, tot ingrés que la dona rep del seu treball o activitat en l'àmbit dels negocis és de la seva exclusiva propietat i no l'ha d'invertir en solventar les despeses familiars. Això es deu al fet que la responsabilitat financera de proveir d'allotjament, aliments i altres despeses de la llar i de la família, incloses les de la dona, descansa completament en el seu espòs. A la llei tradicional islàmica, una dona no és responsable de mantenir la llar i pot exigir un pagament per tota tasca que realitzi en l'àmbit domèstic.
Al Islam, les dones tenen dret a heretar. En general, l'Islam atorga a les dones una quantitat que és la meitat del que correspon als homes que tinguin el mateix grau de relació familiar amb el difunt. Aquesta diferència prové de l'obligació o dret dels homes de ser els que sostenen financerament a les seves famílies.
L'Alcorà conté recomanacions específiques i detallades sobre la divisió de la riquesa heretada, tal com es mana a les sures Al-Bàqara, La vaca i Al-Maida, La taula servida, baixada del cel. No obstant, nombrosos països islàmics han permès que prevalguin les lleis o costums sobre la herència que són inherentment injustes per a les dones.